# クリスティアン・ベルクマン

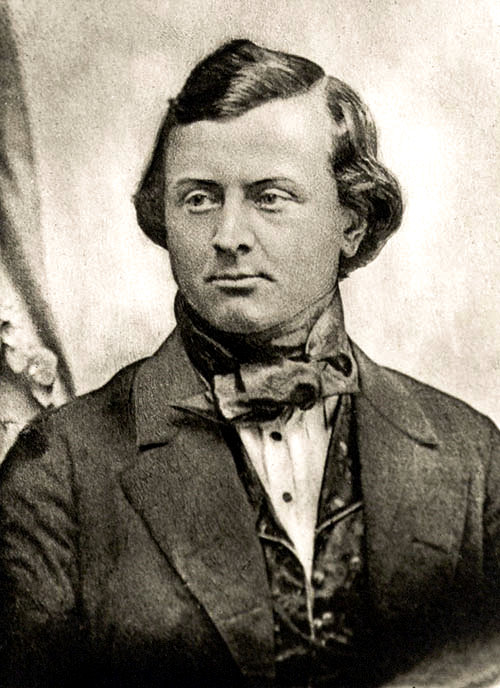

カール・ゲオルク・ルカス・クリスティアン・ベルクマン（Karl Georg Lucas Christian Bergmann, 1814年5月18日 - 1865年4月30日）は、ドイツの医師、解剖学者、生理学者、生物学者であり、ベルクマンの法則を提唱した。

## 生涯
ゲッティンゲンに生まれ、1838年にゲッティンゲン大学で医学の学位 (Medical Doctorate) を取り、同大学の員外講師、1843年には員外教授となった。その後1852年10月2日にロストック大学の教授となった。1865年3月、病気のため冬期間を過ごしていたマントンからの帰途、ジュネーヴで死去した。
1839年から1862年までの間、ヨハネス・ペーター・ミュラーの Archiv fur Anatomie, Physiologie und wissenschaftliche Medicin 誌に、一連の比較解剖学の論文を発表した。